# 比利·康諾利
威廉·康諾利爵士，CBE（英語：Sir William Connolly，1942年11月24日—）是苏格兰男演員，歌手和棟篤笑艺人。
他最先是在民歌乐队The Humblebums中唱歌，之后开始表演舞台剧。，他在18年才出道。康諾利较为知名的电影作品包括：《不道德的交易》、《风中奇缘》、《雷蒙·斯尼奇的不幸历险》、《最後武士》、《勇敢傳說》和《哈比人：五軍之戰》、《加菲貓2》等。

## 外部連結
- 官方网站
- 比利·康諾利在互联网电影资料库（IMDb）上的資料（英文）
- 比利·康诺利在时光网上的簡介（简体中文）